# Prutsen
Prutsen is een vorm van doen, waarbij niet voldaan wordt aan de eisen van vakbekwaamheid of met een gebrek aan vaardigheid. Onhandig bezig zijn of knoeien. Het woord is verwant aan ‘verprutsen’, het helemaal in de soep laten lopen, verpesten, verknoeien. Synoniemen van ‘prutsen’ zijn: ‘klooien’, ‘pielen’ en ‘klungelen’.
Prutsen is niet beperkt tot fysieke arbeid. Kiezers kunnen prutsen herkennen bij politieke tegenstanders, leerlingen bij leraren voor de klas, kijkers bij commentatoren in praatprogramma's enz. enz.

## Prutser

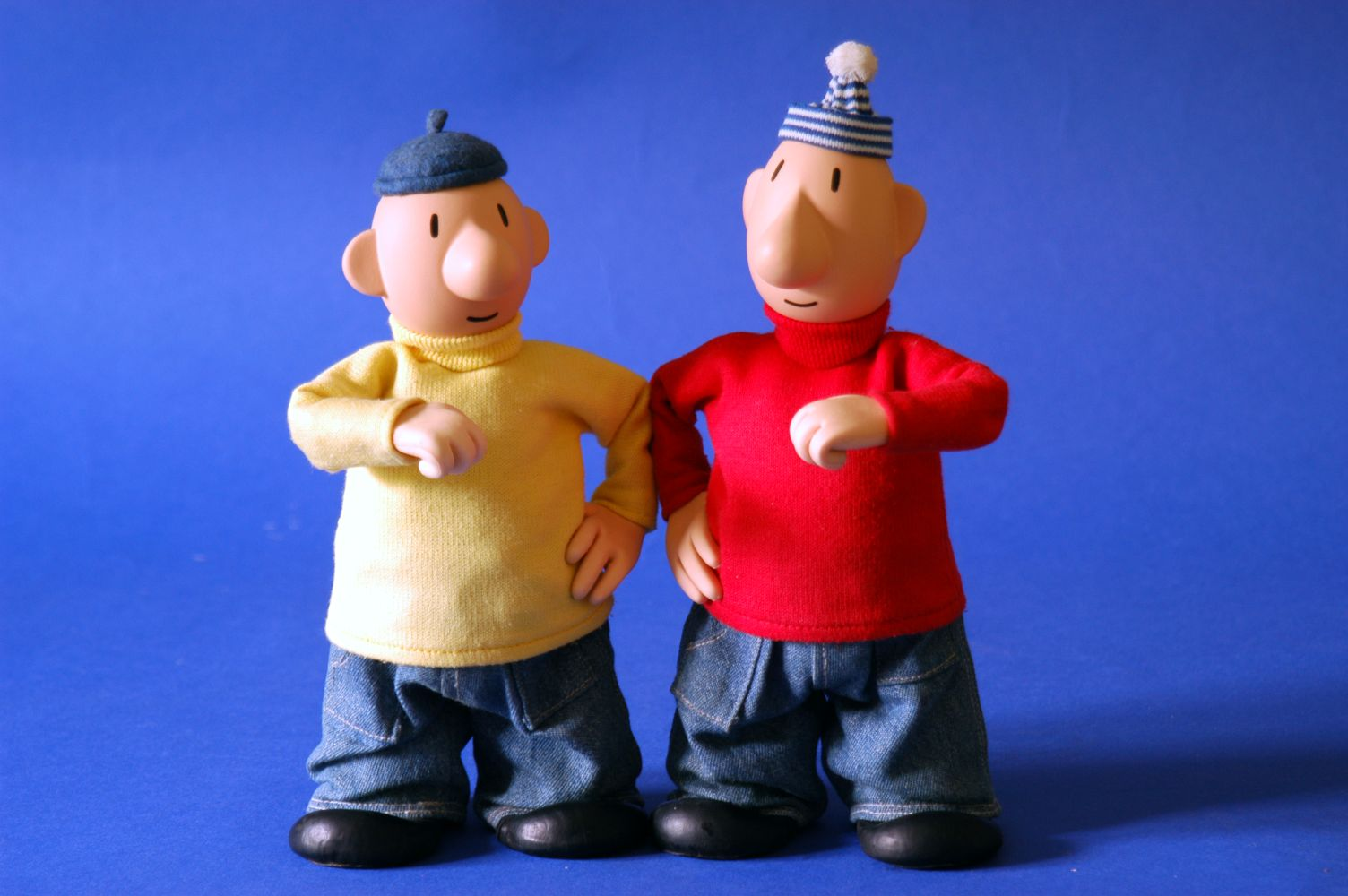
Buurman & Buurman

Een prutser is zo gedefinieerd als ‘iemand die slecht werk levert’, ‘iemand die niks kan’. 
- Bekende voorbeelden van prutsers zijn ‘Buurman & Buurman’ en ‘Peppi en Kokki’, dit zijn kinderseries.
- Wim Helsen maakte er een theatertoer mee: Het uur van de prutser.